# Jüdischer Friedhof (Everode)
Der Jüdische Friedhof Everode liegt in Everode, einem Ortsteil der Gemeinde Freden (Leine) im niedersächsischen Landkreis Hildesheim. Auf dem 165 m² großen jüdischen Friedhof, einem Privatfriedhof der Familie Rosenbaum an der Straße „Am Judenfriedhof“ am südwestlichen Ortsrand, sind sechs Grabsteine erhalten. Der Friedhof wurde von ca. 1878 bis zum Jahr 1918 belegt. Das Gelände wurde in den Jahren 1980 und 1997 instand gesetzt.